# 沈謙 (清朝)
沈謙（1620年—1670年），字去矜，號東江，仁和臨平（今杭州市餘杭區臨平）人。清初韻學家。
萬曆四十八年（1620年）出生，六歲能辨四聲。長大後更勤學，好作詩寫古文。沈雄稱其詞“率從電田、待制浸淫而出﹐言情最為濃摯”。崇禎十五年，補縣學生。後家道中落，無意仕途，隱居於臨平之東鄉。早年填词师法柳永，為西泠十子之一。入清不仕，與毛先舒、张祖望等人“登南楼抒啸高吟”。晚年行醫，不废吟咏，作詞則求其變。康熙九年（1670年）去世。有《東江集鈔》，其中诗五卷。與柴紹炳、毛先舒皆長於韵学，著有《东江词韵》。又有傳奇七種，可考者有《胭脂婿》、《对玉环》、《賣相思》、《翻西厢》等，今僅存《翻西厢》。